# 코드 페이지
코드 페이지(code page)는 특정한 문자 인코딩 테이블을 위해 쓰이는 전통적인 IBM 용어이다. 문자 인코딩 테이블은 0부터 255까지의 정수를 표현하는 단일 옥텟(octet, 바이트)이라고 불리는 일련의 비트들이 특정한 문자와 결합하여 도표화(mapping)한 것이다. IBM과 마이크로소프트는 코드 페이지를 문자열 집합(charset)에 자주 할당한다.

## IBM PC (OEM) 코드 페이지
이러한 코드 페이지들은 자주 MS-DOS와 같은 운영 체제들에서 쓰이며 박스 형태의 문자를 많이 포함하고 있다.
원래의 IBM 개인용 컴퓨터 코드 페이지(번호 437)가 국제용으로 설계된 것이 아니기 때문에, 호환되지 않는 비호환 변형이 들어가기도 했다. 마이크로소프트는 이러한 것들을 OEM 코드 페이지들로 일컫는다. 보기는 아래와 같다:
- 437 — 원래의 IBM PC 코드 페이지
- 737 — 그리스어
- 850 — "다중 언어 (라틴 1)" (서양 유럽 언어)
- 852 — "슬라브어 (라틴 2)" (동유럽 언어)
- 855 — 키릴 자모 알파벳
- 857 — 튀르키예어
- 858 — "다중 언어" - 유로 기호
- 860 — 포르투갈어
- 861 — 아이슬란드어
- 863 — 프랑스 캐나다어
- 865 — 북유럽어
- 862 — 히브리어
- 866 — 키릴 자모 알파벳
- 869 — 그리스어

## 다른 코드 페이지
- 10000 — 매킨토시 로마어 인코딩 (몇몇의 다른 맥 문자열 세트를 따름)
- 10007 — 매킨토시 키릴 자모 인코딩
- 10029 — 매킨토시 중앙유럽어 인코딩
- 932 — 일본어 지원
- 936 — GBK 중국어 간체자 지원
- 949 — 한국어 지원
- 950 — 중국어 번체자 (대만) 지원
- 1200 — UCS-2LE 유니코드 little-endian
- 1201 — UCS-2BE 유니코드 big-endian
- 65000 — UTF-7 유니코드
- 65001 — UTF-8 유니코드
- ASMO449+ — 아랍어 지원
- MIK — 불가리아어, 러시아어 지원

현대의 응용 프로그램들, 운영 체제, 그리고 프로그래밍 언어에서, IBM 코드 페이지들은 ISO 8859-1과 유니코드와 같은 더 새로운 국제 표준이 세워졌기 때문에 없는 것으로 표시된다.

## 같이 보기
- 코드 페이지 949
- 문자 인코딩